# Phiala postmedialis
Phiala postmedialis är en fjärilsart som beskrevs av Embrik Strand 1911. Phiala postmedialis ingår i släktet Phiala och familjen Eupterotidae. Inga underarter finns listade i Catalogue of Life.